# Jangseong
Jangseong (Jangseong-gun, âm Hán Việt: Trường Thành quận) là một huyện của tỉnh Jeolla Nam, Hàn Quốc. Huyện này có diện tích 518,65 km², dân số năm 2001 là 55.986 người.
Jangseong được cho là nơi sinh của Hong Gildong. 